# 山形県道33号庄内空港立川線
山形県道33号庄内空港立川線（やまがたけんどう33ごう しょうないくうこうたちかわせん）は、山形県酒田市から東田川郡庄内町に至る県道（主要地方道）である。

## 概要
庄内空港へのアクセス道路である。

### 路線データ
- 陸上距離：20.6km
- 起点：酒田市浜中字村東30番地3号（庄内空港）
- 終点：東田川郡庄内町狩川字下川原田地内（国道47号交点）

## 歴史
- 1993年（平成5年）5月11日 - 建設省から、県道庄内空港線・押切新田立川線が庄内空港立川線として主要地方道に指定される[1]。

## 路線状況

### 重複区間
- 山形県道118号庄内空港線（庄内空港敷地内）
- 山形県道43号余目加茂線（三川町猪子 - 押切新田）
- 山形県道333号鶴岡広野線（三川町押切新田地内）
- 山形県道44号余目温海線（庄内町大野 - 西袋）
- 山形県道346号中川代川尻余目線（庄内町前田野目地内）

### 橋梁
- 美郷橋（酒田市-鶴岡市-三川町、大山川）
- 両田川橋（三川町、赤川）
- 長沼橋（三川町-鶴岡市、藤島川）
- 十文字橋（鶴岡市-庄内町、京田川）
- 西袋陸橋（庄内町、羽越本線）
- 狩川跨線橋（庄内町、陸羽西線）

## 地理

### 通過する自治体
- 酒田市
- 鶴岡市
- 東田川郡
  - 三川町
  - 庄内町

### 交差する道路
- 山形県道118号庄内空港線
- 日本海東北自動車道庄内空港IC
- 山形県道38号酒田鶴岡線（酒田市浜中）
- 国道7号（三川町猪子）
- 山形県道356号小浜猪子線（三川町猪子）
- 山形県道43号余目加茂線（三川町猪子 - 押切新田）
- 山形県道333号鶴岡広野線（三川町押切新田地内）
- 山形県道341号東沼長沼余目線（鶴岡市長沼）
- 山形県道44号余目温海線（庄内町大野、西袋）
- 山形県道346号中川代川尻余目線（庄内町前田野目地内）
- 国道345号（庄内町狩川）
- 山形県道46号羽黒立川線（庄内町狩川）
- 国道47号（庄内町狩川）

## 沿道の施設、観光地など
- 庄内空港
- イオンモール三川
- 長沼温泉
- 狩川駅